# Abutilon malvifolium
Abutilon malvifolium är en malvaväxtart som först beskrevs av George Bentham, och fick sitt nu gällande namn av J. Black. Abutilon malvifolium ingår i släktet klockmalvor, och familjen malvaväxter. Inga underarter finns listade i Catalogue of Life.